# José van der Ploeg
José María van der Ploeg García (* 4. Mai 1958 in Barcelona) ist ein ehemaliger spanischer Segler.

## Erfolge
José van der Ploeg nahm dreimal an Olympischen Spielen teil. Bei seinem Olympiadebüt 1992 in seiner Geburtsstadt Barcelona startete er in der Bootsklasse Finn-Dinghy und beendete vier der ersten sechs Rennen unter den besten drei, weshalb er bereits vor dem abschließenden siebten Rennen als Olympiasieger feststand. Er gewann den Wettbewerb vor Brian Ledbetter und Craig Monk. Vier Jahre darauf belegte er in Atlanta im Finn-Dinghy den siebten Rang. Bei den Olympischen Spielen 2000 in Sydney ging er mit Rafael Trujillo in der Bootsklasse Star an den Start und beendete mit diesem die Regatta auf dem achten Platz. Bei Weltmeisterschaften gewann er 1994 im Finn-Dinghy in Pärnu die Bronzemedaille. Dreimal wurde er im Finn-Dinghy Europameister.